# 濟生
濟生（1858年—？），字楫臣，号汝舟，巴鲁特氏，河南驻防蒙古鑲白旗人，清朝政治人物、同進士出身。
光緒八年（1882年）壬午科，河南乡试中举，十五年（1889年），参加光緒己丑科殿試，登進士三甲29名。同年五月，著交吏部掣签，分发各省以知县即用。